# Megapenthes pierrei
Megapenthes pierrei là một loài bọ cánh cứng trong họ Elateridae. Loài này được Leseigneur miêu tả khoa học năm 1955.